# Tylasvanga
Tylasvanga eller kinkimavo (Tylas eduardi) är en fågel i familjen vangor inom ordningen tättingar.

## Utseende och läte
Tylasvangan är en medelstor vanga, med vitt halsband, svart huvud och vanligen rostfärgad undersida. Fåglar i västra delen av utbredningsområdet har dock vitt på bröstet. Den har mycket mindre näbb än svartbröstad vanga och har till skillnad från madagaskargråfågeln aldrig grå undersida. Vanligaste lätet är ett par snabba toner följt av en explosiv vissling. 

## Utbredning och systematik
Tylasvangan placeras som enda art i släktet Tylas. Fågeln är endemisk för Madagaskar och delas in i två underarter:
- Tylas eduardi eduardi – förekommer i täta skogar på östra Madagaskar
- Tylas eduardi albigularis – förekommer i täta skogar på västra centrala Madagaskar

## Levnadssätt
Tylasvangan hittas i skogsområden, där den håller sig på medelhög nivå. Den ses ofta i artblandade flockar. 

## Status
IUCN kategoriserar arten som livskraftig.